# GeForce Now
GeForce Now je značka používaná společností Nvidia pro její cloudovou herní službu. Verze GeForce Now pro Nvidia Shield, dříve známá jako Nvidia Grid, byla spuštěna v beta verzi v roce 2013. Nvidia oficiálně představila její nový název 30. září 2015. Předplacená služba poskytovala uživatelům neomezený přístup ke knihovně her hostovaných na serverech Nvidia po dobu trvání předplatného, přičemž hry byly uživatelům doručovány prostřednictvím streamovaného videa. Některé tituly byly také k dispozici prostřednictvím modelu “Koupit a hrát”. Tato verze byla v roce 2019 ukončena a služba přešla na novou verzi, která umožňuje uživatelům Nvidia Shield hrát jejich vlastní hry.
V lednu 2017 Nvidia představila klienty GeForce Now pro počítače se systémem Windows a macOS, které byly v Severní Americe a Evropě dostupné jako bezplatná beta verze. GeForce Now umožňuje uživatelům přístup k virtuálnímu počítači, na kterém mohou nainstalovat své stávající hry z existujících digitálních distribučních platforem a hrát je vzdáleně. Stejně jako u původní verze pro Nvidia Shield je virtuální desktop streamován ze serverů Nvidia. V roce 2019 byl představen také klient pro Android.
Byla spuštěna pro širokou veřejnost 4. února 2020. Je dostupná na zařízeních se systémy Windows, macOS, Android, iOS, Shield TV, Chromebook, Tizen a WebOS.

## Vlastnosti
GeForce Now se skládá ze sítě serverů umístěných v datových centrech v Severní Americe a Evropě, které hostují a poskytují knihovnu her GeForce Now členům v těchto regionech. Dne 18. března 2021 Nvidia oznámila, že otevře datové centrum v Montrealu v Kanadě, a to vedle dvou datových center v Austrálii prostřednictvím partnerství s Pentanet. Servery využívají grafické karty Nvidia Tesla a mohou streamovat hry až ve 4K rozlišení při 60 snímcích za sekundu nebo ve 1440p při 120 snímcích za sekundu. Nvidia doporučuje internetové připojení o rychlosti 50 Mbit/s pro streamování v 1080p při 60 snímcích za sekundu, ale služba může také streamovat v 720p při 60 snímcích za sekundu pro připojení o rychlosti 25 Mbit/s, v 720p při 30 snímcích za sekundu pro připojení rychlejší než 10 Mbit/s a používat adaptivní streamování s proměnlivým datovým tokem, aby se kvalita přizpůsobila dostupné šířce pásma. Hardwarové vybavení serverů bude postupně vylepšováno, aby se zvýšila kvalita streamování.